# Jinbi
Jinbi (kinesiska: 金碧, 金碧镇) är en köping i Kina. Den ligger i provinsen Guizhou, i den sydvästra delen av landet, omkring 74 kilometer nordväst om provinshuvudstaden Guiyang. Antalet invånare är 31765. Befolkningen består av 15 443 kvinnor och 16 322 män. Barn under 15 år utgör 28,0 %, vuxna 15-64 år 62 %, och äldre över 65 år 8,0 %.